# Chet Baker Sings
Albums de Chet Baker
Chet Baker in Europe
(1956) Live in Europe 1956
(1956)
Chet Baker Sings est un album de jazz sorti en 1956, interprété par Chet Baker. Il fut récompensé en 2001 par un Grammy Hall of Fame Award.

## Liste des titres
| 1. | That Old Feeling (en)               | Sammy Fain, Lew Brown                       | 3:03 |
| 2. | It's Always You (en)                | Jimmy Van Heusen, Johnny Burke              | 3:35 |
| 3. | Like Someone in Love (en)           | Jimmy Van Heusen, Johnny Burke              | 2:26 |
| 4. | My Ideal                            | Leo Robin, Richard A. Whiting, Newell Chase | 4:22 |
| 5. | I've Never Been in Love Before (en) | Frank Loesser                               | 4:29 |
| 6. | My Buddy (en)                       | Gus Kahn, Walter Donaldson                  | 3:19 |

| 7.  | But Not for Me                                            | George Gershwin, Ira Gershwin | 3:04 |
| 8.  | Time After Time (en)                                      | Jule Styne, Sammy Cahn        | 2:46 |
| 9.  | I Get Along Without You Very Well (Except Sometimes) (en) | Hoagy Carmichael              | 2:59 |
| 10. | My Funny Valentine                                        | Richard Rodgers, Lorenz Hart  | 2:21 |
| 11. | There Will Never Be Another You                           | Mack Gordon, Harry Warren     | 3:00 |
| 12. | The Thrill is Gone                                        | Lew Brown, Ray Henderson      | 2:51 |
| 13. | I Fall in Love Too Easily                                 | Jule Styne, Sammy Cahn        | 3:21 |
| 14. | Look for the Silver Lining (en)                           | Jerome Kern, Buddy DeSylva    | 2:39 |

## Musiciens
- Chet Baker – chant, trompette
- Kenny Drew – piano
- Sam Jones – contrebasse
- Philly Joe Jones – batterie
- George Morrow – contrebasse
- Dannie Richmond – batterie
- Jimmy Bond – contrebasse
- Carson Smith (en) – contrebasse
- Russ Freeman – piano, célesta
- Peter Littman – batterie
- Larance Marable – batterie
- Bob Neal – batterie

## Production
- Richard Bock – producteur
- Gerald Heard – texte de pochette
- William Claxton – photographie